# Amy Pascal
Amy Beth Pascal, född 25 mars 1958 i Los Angeles i Kalifornien, är en amerikansk filmproducent.

## Karriär
Pascal började sin karriär som sekreterare åt producenten Tony Garnett på det oberoende produktionsbolaget Kestrel Films. Från 1986 till 1987 arbetade hon som vice produktionschef på 20th Century Fox.
År 2015 grundade hon sitt eget filmproduktionsbolag med namnet Pascal Pictures, efter att tidigare haft olika chefsroller på Columbia Pictures och Sony Pictures sedan 1988. Från en början producerade hennes bolag filmer för Sony Pictures, men i maj 2019 tillkännagavs det att Pascal och hennes produktionsbolag Pascal Pictures lämnar Sony och flyttar till Universal Pictures med ett så kallat first-look-avtal.
I mars 2025 meddelade Amazon MGM Studios att Pascal och David Heyman skulle ansvara för James Bond-filmserien framöver och producera framtida delar i serien genom sina respektive bolag Pascal Pictures och Heyday Films. Kort därefter hade hon gått över från Universal till MGM för ett first-look-avtal.

## Filmografi (i urval)
- 2016 – Ghostbusters
- 2017 – Spider-Man: Homecoming
- 2017 – Molly's Game
- 2017 – The Post
- 2018 – Venom
- 2018 – The Girl in the Spider's Web
- 2018 – Spider-Man: Into the Spider-Verse
- 2019 – Spider-Man: Far From Home
- 2019 – Unga kvinnor
- 2021 – Venom: Let There Be Carnage
- 2021 – Spider-Man: No Way Home
- 2023 – Spider-Man: Across the Spider-Verse
- 2024 – Challengers
- 2024 – Venom: The Last Dance
- 2025 – Jay Kelly
- 2026 – Project Hail Mary
- 2026 – Spider-Man: Brand New Day
- 2026 – Narnia: The Magician's Nephew
- 2027 – Spider-Man: Beyond the Spider-Verse